# Jean II de Lorraine
Pour les articles homonymes, voir Jean de Lorraine et Jean II.
Ne pas confondre avec son fils bâtard Jean de Calabre.
Jean II d’Anjou de Lorraine ou Jean d'Anjou ou Jean de Calabre ou Jean de Catalogne, né à Nancy entre 1425 et 1427, mort à Barcelone en décembre 1470, fut marquis de Pont-à-Mousson, puis duc de Lorraine (1453), mais également de Calabre (1435) en tant qu’héritier présomptif du royaume de Naples, et de Gérone (1466) en tant qu’héritier présomptif de celui d'Aragon.

## Biographie

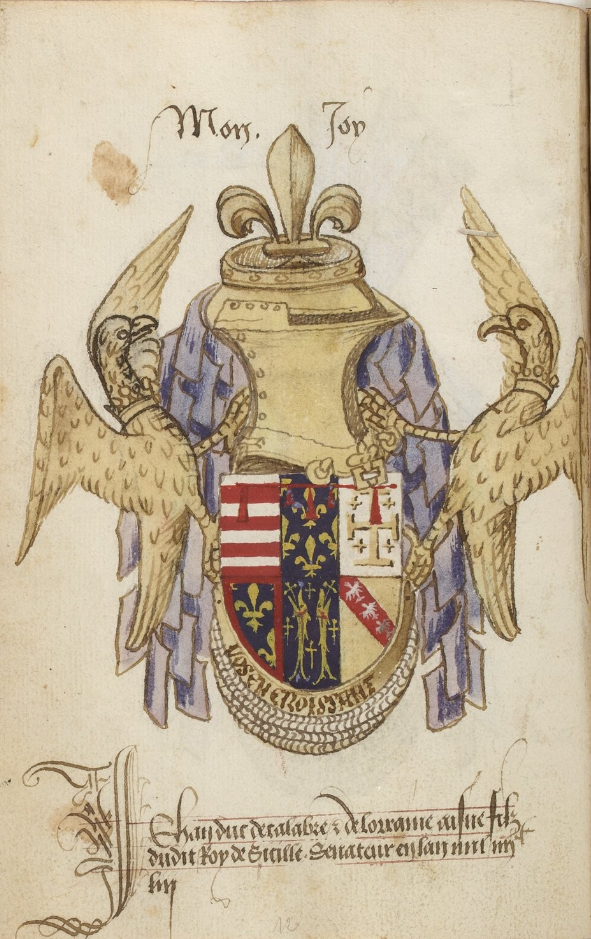
Armoiries de Jean II de Lorraine (Statuts de l'Ordre du Croissant)

### Jeunesse, héritage et mariage
Jean est le fils aîné de René d'Anjou, duc de Lorraine et de Bar, duc d’Anjou, comte de Provence, et roi titulaire de Naples, et d'Isabelle de Lorraine, héritière du duché de Lorraine, transmis à son mari.
En 1435, son père, déjà duc de Bar et de Lorraine, hérite de son frère, mort sans descendance, le trône de Naples. Jean reçoit à ce moment-là le titre de duc de Calabre, réservé aux héritiers de la couronne napolitaine.
Il est élevé dans le giron de la chevalerie, au milieu des tournois où rapidement il excelle. Il est marié à Marie de Bourbon, nièce du duc de Bourgogne pour compléter la rançon de son père, alors prisonnier de Philippe le Bon, puis s’établit en Provence, probablement en 1437.
Dès le 1er juillet 1445, son père lui confie le gouvernement du duché de Lorraine, dont il est l'héritier : à la différence de ses autres terres, René tient ce duché du chef de son épouse. À cette même période, il hérite de son frère Louis le titre de marquis de Pont-à-Mousson.
En 1453, à la mort de sa mère, il lui succède comme duc de Lorraine, et continue de seconder son père dans ses ambitions italiennes.

### À la recherche d'une couronne

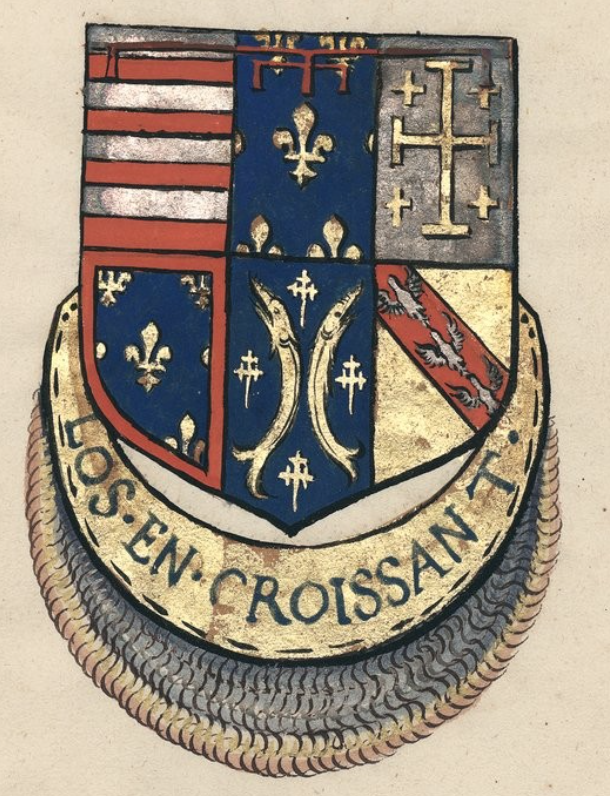
Armoiries des chevaliers de l'ordre du Croissant

Lorsque les hostilités reprennent entre la France et l’Angleterre, il vient combattre avec d’autres princes en Normandie : il participe ainsi aux sièges de Rouen, d’Harfleur, de Caen (1450), de Falaise et de Cherbourg.
Il combat ensuite en Lombardie en 1453, où son père était allé secourir son allié Francesco Sforza, attaqué par les Vénitiens et  Alphonse V, roi d'Aragon et de Naples.
Le 7 février 1454, il parvient à Florence et reçoit tous les honneurs dus à son rang. C'est à cette occasion que se situe la première apparition publique de Laurent de Médicis, futur Laurent le Magnifique. Le 22 février, la Signoria l'engage pour trois ans comme capitaine général de ses armées. Le 26 janvier 1455, le roi d'Aragon adhère à la paix de Lodi, amorcée le 9 avril 1454 entre Milan et Venise, puis suivie par Florence, le 23 avril. Désormais en paix, la république de Florence délie son condottiere de ses obligations et Jean quitte la cité à l'été 1455.
Il prend alors le chemin de Milan, et s'établit près d'Asti, au château de Ceva en Piémont. Il se trouve ainsi à proximité de la république de Gênes, où on le trouve dès le 18 août 1455. En dehors de quelques voyages en Provence, il y demeure jusqu'en mai 1456, où il rejoint la cour de France. Le 20 août 1456, Charles VII le nomme son lieutenant-général à Gênes, qui s’était alors placé sous le protectorat du royaume de France. Après quelques missions en Piémont, début mai 1458, Jean de Calabre entre dans le port de Gênes à la demande du doge Fregoso et le 15 mai se voit remettre le castelletto, et les fonctions de gouverneur de Gênes.
Dans le même temps, le 27 juin 1458, Alphonse V d'Aragon, qui s’était emparé du royaume de Naples aux dépens de René d’Anjou, meurt. Une partie de l’aristocratie napolitaine fait alors appel au duc de Calabre. Malgré quelques succès face au roi Ferdinand, fils d’Alphonse V, Jean apprend la défection de Louis XI à l'hiver 1463. Désabusé, il regagne Florence en mars 1464, puis se résigne à rentrer en France durant l'été.
En 1465, il prend part à la Ligue du Bien public dirigée contre le roi de France Louis XI qui, au traité de Saint-Maur (29 octobre 1465) mettant un terme à cette fronde des grands féodaux, lui attribue les villes de Mouzon, Sainte-Menehould et Neufchâteau.
Après la mort de Pierre de Portugal, (roi d'Aragon, choisi en 1463 par les Catalans), le 29 juin 1466, ces derniers  offrent la couronne à René, qui descend des rois d’Aragon par sa mère Yolande. Le 27 août 1466, René d'Anjou agrée la cause catalane. Le duc Jean, son fils, ajoute à ses titres, celui de primogenit d'Aragon et prince de Gérone. Parti de Lyon le 8 mars 1467, il fait son entrée à Barcelone, le 31 août. Un an plus tard, le duc Jean est contraint de repasser les Pyrénées pour représenter le roi de France, Louis XI, lors de la signature du traité d'Ancenis, qui consacre la capitulation de François II de Bretagne face à la couronne de France.
Le duc Jean repart pour la Catalogne au printemps 1469, entre dans Gérone, le 1er juin avec Dunois, lieutenant du roi de France, Louis XI. Cette campagne catalane s'achève avec la mort brutale du duc, frappé d'une attaque d'apoplexie foudroyante, à Barcelone le 16 décembre 1470, au retour d’un pèlerinage à Notre-Dame de Montserrat.

## Mariage et descendance

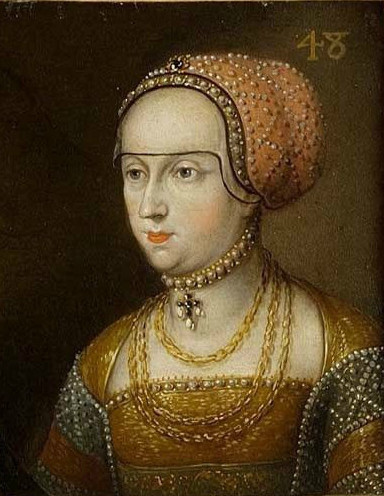
Marie de Bourbon (XVIIe siècle), épouse de Jean II de Lorraine.

Dans le but de libérer son père René d'Anjou prisonnier à Dijon, Jean s'engagea à épouser Marie (1428-1448), fille du duc Charles Ier de Bourbon et d’Agnès de Bourgogne, la sœur de Philippe le Bon. Contracté le 3 février 1437 (mais sans doute célébré bien plus tard vers 1444 ou 1445), cette union devait permettre un rapprochement entre les deux principautés. La princesse bourguignonne suivit donc Jean jusqu’en Provence, probablement vers 1437.
De cette union naquirent plusieurs enfants : 
- Jean († août 1471), parfois appelé duc de Calabre[11] ;
- Isabelle, née en 1445, morte jeune ;
- René, né en 1446, mort jeune ;
- Marie, née en 1447, morte jeune ;
- Nicolas de Lorraine (1448 † 1473), duc de Lorraine.

Elle devait mourir à Nancy en 1448 et être inhumée dans la collégiale Saint-Georges.
De maîtresses diverses, il eut :
- Jean († 1504 ou 1505), bâtard de Calabre, comte de Briey, d’où, d’une concubine :
  - Ferri de Calabre, et postérité ;
- Aubert, bâtard de Calabre, seigneur d’Essey ;
- N (…), fille mariée à Jean d’Écosse ;
- Jeanne d’Abancourt, bâtarde de Calabre, mariée à Achille, bâtard de Beauvau ;
- Marguerite, bâtarde de Calabre.